# Juan Vadillo
Juan Vadillo fou un magistrat espanyol, del primer terç del segle xvi.
Era oïdor del l'Audiència de Santo Domingo i fou comissionat per aquesta per a residenciar en Gonzalo de Guzmán pels seus desordres i violències, enviant-lo presoner a Sevilla, on fos absolt i reposat tres anys després en el seu càrrec.
Vadillo desenvolupà durant aquest temps el govern i feu un cens aproximat dels indis, que llavors ascendien a uns 50.000.
També en aquesta època va ocórrer la sublevació d'en Guamá al prengué i condemnà a mort.